# Distrito de Dangs
Dangs (en guyaratí; ડાંગ જિલ્લો ) es un distrito de India en el estado de Guyarat . Código ISO: IN.GJ.DG.
Comprende una superficie de 1 764 km².
El centro administrativo es la ciudad de Ahwa.

## Demografía
Según censo 2011 contaba con una población total de 226 769 habitantes.